# Bacchiglione
Bacchiglione – rzeka w północnych Włoszech. Długość – 118 km.
Wypływa na wschód od jeziora Garda w Alpach Tessyńskich. Nad Bacchiglione leżą Schio, Vicenza i Padwa.